# Рудська сільська рада (Іванівський район)
Рудська сільська́ ра́да (біл. Рудскі сельсавет) — адміністративно-територіальна одиниця у складі Іванівського району Берестейської області Білорусі. Адміністративний центр — село Рудськ.

## Історія
26 червня 2013 року до складу Рудської сільської ради увійшли територія та населені пункти ліквідованої Критишинської сільської ради.

## Склад
Населені пункти, що підпорядковувалися сільській раді станом на 2009 рік:
| Населений пункт | Тип  | Населення, осіб (2009) |
| --------------- | ---- | ---------------------- |
| Бошня           | село | 18                     |
| Гнівчиці        | село | 359                    |
| Загута          | село | 24                     |
| Заруддя         | село | 58                     |
| Конотоп         | село | 156                    |
| Критишин        | село | 519                    |
| Кужеличин       | село | 10                     |
| Морози          | село | 1                      |
| Переруб         | село | 131                    |
| Пешково         | село | 67                     |
| Рагодощ         | село | 180                    |
| Радовня         | село | 262                    |
| Рудковка        | село | 54                     |
| Рудськ          | село | 682                    |
| Сухе            | село | 478                    |
| Фронопіль       | село | 87                     |

## Населення
За переписом населення Білорусі 2009 року чисельність населення сільської ради становила 1665 осіб.

### Національність
Розподіл населення за рідною національністю за даними перепису 2009 року:
| Національність | Осіб | Відсоток |
| -------------- | ---- | -------- |
| білоруси       | 1602 | 96,22 %  |
| українці       | 41   | 2,46 %   |
| росіяни        | 21   | 1,26 %   |
| молдовани      | 1    | 0,06 %   |
| Разом          | 1665 | 100 %    |